# Пирс (округ, Висконсин)
Округ Пирс (англ. Pierce County) располагается в штате Висконсин, США. Официально образован в 1853 году. По состоянию на 2010 год, численность населения составляла 41 019 человека.

## География
По данным Бюро переписи США, общая площадь округа равняется 1533,282 км2, из которых 1486,661 км2 суша и 18,000 км2 или 3,100 % это водоемы.

## Население
По данным переписи населения 2000 года в округе проживает 36 804 жителей в составе 13 015 домашних хозяйств и 9 032 семей. Плотность населения составляет 25,00 человек на км2. На территории округа насчитывается 13 493 жилых строений, при плотности застройки около 9,00-ти строений на км2. Расовый состав населения: белые — 98,01 %, афроамериканцы — 0,25 %, коренные американцы (индейцы) — 0,29 %, азиаты — 0,43 %, гавайцы — 0,03 %, представители других рас — 0,28 %, представители двух или более рас — 0,72 %. Испаноязычные составляли 0,82 % населения независимо от расы.
В составе 35,00 % из общего числа домашних хозяйств проживают дети в возрасте до 18 лет, 58,10 % домашних хозяйств представляют собой супружеские пары проживающие вместе, 7,50 % домашних хозяйств представляют собой одиноких женщин без супруга, 30,60 % домашних хозяйств не имеют отношения к семьям, 21,30 % домашних хозяйств состоят из одного человека, 7,50 % домашних хозяйств состоят из престарелых (65 лет и старше), проживающих в одиночестве. Средний размер домашнего хозяйства составляет 2,65 человека, и средний размер семьи 3,10 человека.
Возрастной состав округа: 24,40 % моложе 18 лет, 17,00 % от 18 до 24, 28,10 % от 25 до 44, 20,80 % от 45 до 64 и 20,80 % от 65 и старше. Средний возраст жителя округа 32 лет. На каждые 100 женщин приходится 97,30 мужчин. На каждые 100 женщин старше 18 лет приходится 94,20 мужчин.